# Ochotnicza Straż Pożarna w Górowie Iławeckim
Ochotnicza Straż Pożarna w Górowie Iławeckim – jednostka OSP w Górowie Iławeckim. Remiza mieści się przy ul. Olsztyńskiej 1. 
Została założona w 1889 roku przez Ferdynanda Dunkela, który był miejscowym rzemieślnikiem i patriotą lokalnym.
Jednostka skupia 30 czynnych strażaków-ochotników oraz 14 uczestników Młodzieżowej Drużyny Pożarniczej. W roku 1995 rozkazem Komendanta Głównego Państwowej Straży Pożarnej została włączona do Krajowego Systemu Ratowniczo-Gaśniczego.  Funkcje Prezesa pełni dh Adam Ciosek. Natomiast  wiceprezesem i jednocześnie naczelnikiem jest dh Ireneusz Mycio. Przy jednostce OSP Górowo działa Młodzieżowa Drużyna Pożarnicza oraz drużyna piłki nożnej.
Jednostka wykonuje podstawowe działania ratowniczo-gaśnicze. Posiada 3 wozy bojowe: dwa średnie gaśnicze w wersji uterenowionej (Mercedes Atego 1429 zakupiony w 2011 roku i Star 244) oraz lekki samochód ratownictwa technicznego (Lublin III).